# Ilyushin Il-54

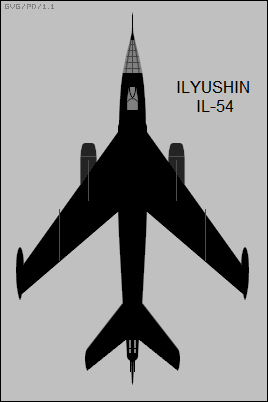
Caça Ilyushin Il-54

O Il-54 foi um bombardeiro transônico desenvolvido na União Soviética na década de 1950. Apenas dois exemplos foram construídos antes do projeto ser abandonado.
O Conselho de Ministros da União Soviética emitiu uma diretiva para a OKB-115, para um protótipo de um bombardeiro transônico, devendo ser enviado para testes até Julho de 1954. O projeto deste bombardeiro passou por vários estágios antes de chegar na configuração final.
O Il-54, como construído, tinha asas em flecha com angulação de 45º com diedro negativo, montada na fuselagem. Os motores Lyulka AL-7 eram instalados em pilones a aproximadamente 1/3 da envergadura. Pelo fato da asa e das naceles do motor serem muito pequenas para acomodar um trem de pouso convencional, o Il-54 usou um sistema biciclo, com ambos os trens de nariz e principal estando na linha central da aeronave, nos limites da baía de bombas. Esta configuração não permitia uma decolagem convencional. Para permitir o Il-54 decolar, em um espaço considerável de pista, o trem de pouso principal se abaixava e o trem do nariz se estendia para dar o ângulo de incidência ideal (10º).
Os testes de voo do Il-54 começaram em Abril de 1955 com o piloto de testes Vladimir Kokkinaki nos controles. A dificuldade de controle durante a corrida de pouso foi corrigida ao modificar o trem de pouso.
A produção do Il-54 nunca foi iniciada, devido a competição dos derivados do Yak-25 e a crença de que aeronaves pilotadas seriam logo substituída por mísseis.
Com voo marcado em Tushino no ano de 1956, o Il-54 teve sua agenda cancelada. A aeronave foi então demonstrada para a Delegação Militar dos Estados Unidos em Kubinka. Foi dito à delegação que o Il-54 era o Il-149, como parte de um programa de fraude. Como resultado, deram muito mais importância ao Il-54 do que deveria, e recebeu a designação OTAN ("Blowlamp") após ter encerrado seus voos.

## Variantes
- Il-54T - Torpedeiro (projeto)
- Il-54U - Treinador (projeto)
- Il-54R - Foto-reconhecimento (projeto)